# Сталёва-Воля
Сталёва-Воля (пол. Stalowa Wola)  —  город в Польше, входит в Подкарпатское воеводство, Сталёвовольский повят.
Город имеет статус городской гмины. Занимает площадь 82,52 км². Население — 65 182 человека (на 2011 год).

## История
После Великой войны, предоставления Россией суверенитета Польской республике, войны с Советской Россией, в конце 1920-х годов, её центральные и южные регионы погрузились в период массовой безработицы и бедности. В начале 1930-х годов в Польской республике вспыхнули крестьянские восстания (бунты). Для улучшения обстановки в стране новое руководство республики приняло «Четырёхлетний план», на 1936—1940 годы, её развития, и важнейшим элементом его было создание так называемого центрального индустриального региона (Centralny Okręg Przemysłowy — COP), который располагался в самом центре Польши, в районе, одинаково удаленном от границ с Нацистской Германией и СССР. В самом центре ЦИР, недалеко от слияния рек Висла и Сана (реки должны были обеспечить предприятие и город водой) был запроектирован гигант всей программы индустриализации, а при нём новый населённый пункт. Участок земли, в 900 гектаров, выкупили у прежних владельцев, после чего специально образованное ООО, фактически принадлежавшее государству, начало стройку. Официальное открытие южного комбината, в присутствии президента И. Мосцицкого состоялось 14 июня 1939 года. Рабочий посёлок, который в 1938 году получил имя — Сталева-Воля («Стальная воля») тоже был практически готов. Статус города Сталёва-Воля получил 1 апреля 1945 года.

## Культура
В Сталёвой-Воле функционируют 2 кинотеатра, под названиями «Баллада» и «Вереск». В городе 3 библиотеки: городская публичная, педагогическая и университетская. Город располагает Домом Культуры и Галереей произведений искусства.

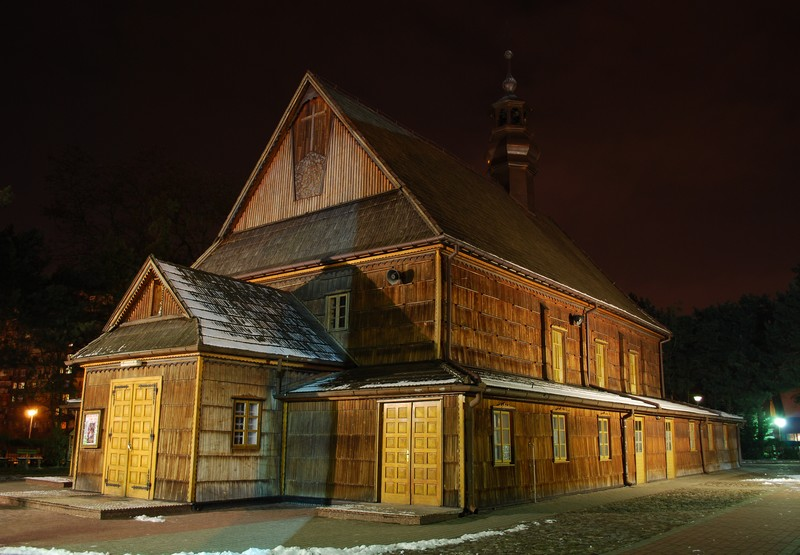
Деревянный костёл Св.Флориана 1802 г.

## Спорт и активный отдых
Сталёва-Воля располагает различными учреждениями для спортивной подготовки и активного отдыха, среди которых Городской центр спорта и отдыха, Городской спортивный клуб «Спарта», аэроклуб, автомобильный клуб, теннисный клуб, дайвинг-центр, клуб любителей спиннинговой ловли. В распоряжении населения города находятся стадионы, спортзал, крытый бассейн, тир, теннисный зал и корт, водная пристань и яхт-клуб.